# Rhaphuma incarinata
Rhaphuma incarinata är en skalbaggsart som beskrevs av Maurice Pic 1925. Rhaphuma incarinata ingår i släktet Rhaphuma och familjen långhorningar.
Artens utbredningsområde är Laos. Inga underarter finns listade i Catalogue of Life.